# Wayne Dover
Wayne "Wiggy" Dover  (ur. 30 października 1973) – gujański piłkarz i trener piłkarski.

## Kariera piłkarska

### Kariera klubowa
Występował w miejscowych klubach z Gujany.

### Kariera reprezentacyjna
Bronił barw narodowej reprezentacji Gujany.

## Kariera trenerska
Po zakończeniu kariery piłkarskiej rozpoczął karierę szkoleniową. Od 2008 do 2012 prowadził narodową reprezentację Gujany. Potem trenował Alpha United FC. W 2014 pomagał trenować reprezentację.

## Sukcesy i odznaczenia

### Sukcesy trenerskie
- mistrz Gujany: 2010, 2012/2013, 2013/2014